# Korovnice zelená
Korovnice zelená (Sacchiphantes viridis) je mšice poškozující jehlice dřevin sáním. Je řazena do čeledě korovnicovití (Adelgidae), řádu polokřídlí (Hemiptera). V Česku jsou korovnice nejvýznamnější skupinou savého hmyzu vyskytujícího se na jehličnatých dřevinách. Svou přítomnost často prozrazují nápadnými a charakteristickými příznaky, jako jsou bílé chomáčky až povlaky vylučovaných voskových vláken, tvorba hálek či deformace jehličí a výhonů.
Korovnice zelená je někdy zařazována jako poddruh korovnice smrkové, nebo určována jako týž druh.

## Popis
Mšice je velká asi 0,2 cm. EPPO kód je ADLGVI. Obvyklými hostiteli jsou smrk a modřín v lesích, parcích i zahradách. Příznakem výskytu jsou hálky na bázích mladých výhonů smrku, hnědé špičky jehlic, vatovité chomáčky na jehlicích a větvičkách.

## Biologie
Korovnice zelená má úplný, dvouletý generační cyklus, během něhož jsou vystřídáni dva hostitelé – smrk a modřín.
Z přezimovaného vajíčka se líhne a parazituje na smrku fundatrix („zakladatelka“) a gallicolae (= cellares) včetně alatae migrantes, stadia přelétávajícího na modřín. Na modřínu saje letní generace a přelétá zpět na smrk. Zde se líhne a klade vajíčka jediná oboupohlavní generace sexuales (samec a samice).

## Ochrana rostlin
U hostitele může dojít ke zhoršení zdravotního stavu následkem sekundárních infekcí. Z obranných opatření přichází v úvahu chemické ošetření napadených stromů. Zpravidla ale nebývá nutné.